# Mike McCarron
Michael "Mike" McCarron (2 de marzo de 1922-2 de octubre de 1991) fue un jugador de baloncesto estadounidense que disputó dos temporadas entre la BAA y la NBA, además de jugar en la ABL y la PBLA. Con 1,80 metros de estatura, jugaba en la posición de base.

## Trayectoria deportiva

### Universidad
Jugó durante su etapa universitaria en los Universidad Pirates de la Universidad Seton Hall, convirtiéndose junto con Dick Fitzgerald en los primeros jugadores de dicha institución en debutar en la BAA o la NBA.

### Profesional
Comenzó su andadura profesional en la ABL, pero no jugó con asiduidad hasta que fichó con los Toronto Huskies de la BAA, con los que anotó 6 puntos en el primer partido de la historia de la competición ante los New York Knicks. Acabó la temporada como el máximo anotador del equipo, con 649 puntos, y como uno de los mejores en promedio, con 10,8 y 1,0 asistencias por partido. Tras la desaparición del equipo, se creó un draft de dispersión, siendo elegido por los New York Knicks, pero no llegó a fichar por el equipo neoyorquino.
Al año siguiente disputó la corta temporada de la PBLA con los Atlanta Crackers, siendo el segundo mejor anotador del equipo con 9,3 puntos por partido, únicamente superado por Coulby Gunther. Regresó entonces a los Trenton Tigers de la ABL, donde disputó dos temporadas, promediando 12,0 y 8,7 puntos por partido respectivamente.
En 1949 fichó por los Baltimore Bullets de la NBA, donde únicamente disputó tres partidos, para posteriormente jugar otros cinco con los St. Louis Bombers. Acabó su carrera jugando dos temporadas más en la ABL.

#### Estadísticas en la BAA y la NBA

##### Temporada regular
| Temporada | Edad | Equipo            | Liga  | Pos. | P  | TIT | MIN | TC  | TCA  | %TC  | 3P | 3PA | %3P | TL  | TLA | %TL  | R.OF. | R.DEF. | REB | ASIS | ROB | TAP | PER | FP  | PTS  |
| 1946-47   | 24   | Toronto Huskies   | BAA   |      | 60 |     |     | 3.9 | 14.0 | .282 |    |     |     | 3.0 | 4.8 | .615 |       |        |     | 1.0  |     |     |     | 3.1 | 10.8 |
| 1949-50   | 27   | TOTAL             | NBA   |      | 8  |     |     | 0.4 | 1.9  | .200 |    |     |     | 0.4 | 0.6 | .600 |       |        |     | 0.4  |     |     |     | 0.6 | 1.1  |
| 1949-50   | 27   | Baltimore Bullets | NBA   |      | 3  |     |     | 0.3 | 1.7  | .200 |    |     |     | 0.7 | 1.0 | .667 |       |        |     | 0.3  |     |     |     | 1.7 | 1.3  |
| 1949-50   | 27   | St. Louis Bombers | NBA   |      | 5  |     |     | 0.4 | 2.0  | .200 |    |     |     | 0.2 | 0.4 | .500 |       |        |     | 0.4  |     |     |     | 0.0 | 1.0  |
| Total     |      |                   | TOTAL |      | 68 |     |     | 3.5 | 12.5 | .280 |    |     |     | 2.6 | 4.3 | .614 |       |        |     | 0.9  |     |     |     | 2.8 | 9.7  |
|           |      |                   | BAA   |      | 60 |     |     | 3.9 | 14.0 | .282 |    |     |     | 3.0 | 4.8 | .615 |       |        |     | 1.0  |     |     |     | 3.1 | 10.8 |
|           |      |                   | NBA   |      | 8  |     |     | 0.4 | 1.9  | .200 |    |     |     | 0.4 | 0.6 | .600 |       |        |     | 0.4  |     |     |     | 0.6 | 1.1  |